# Peter Schneider (Disney)
Pour les articles homonymes, voir Peter Schneider et Schneider.
Peter Schneider est une personnalité américaine du cinéma, connu pour avoir été le premier président de Walt Disney Feature Animation — l'un des studios d'animation de la Walt Disney Company — de 1985 à 1999.

## Biographie
Peter Schneider a fait ses études à la Purdue University. 
En 1985 il est nommé président de Walt Disney Feature Animation. À ce poste, il contribue à la création de quelques-uns des films les mieux accueillis par la critique et récoltant les plus grosses recettes, que Disney n'ait jamais produit ; on peut citer Qui veut la peau de Roger Rabbit (1988), La Petite Sirène (1989), La Belle et la Bête (1991, premier long métrage d'animation à avoir été nommé pour l'Oscar du meilleur film), Aladdin (1992) et Le Roi lion (1994), le plus gros succès au box-office des films d'animation jusqu'en 2003.
Schneider a aussi conclu un accord qui a donné naissance au très fructueux partenariat entre Pixar et Disney. Il quitte le poste de président du studio d'animation en 1999.
En 2001, Schneider quitte Disney pour fonder sa propre compagnie de production cinématographique. Il réalise toutefois le court métrage The Cat That Looked at a King (2004), un bonus pour Mary Poppins. En 2009, avec le producteur Don Hahn, Schneider a produit un documentaire nommé Waking Sleeping Beauty qui retrace le retour sur le devant de la scène des studios Disney au cours des années 1980 et du début des années 1990.
Il est également un joueur de bridge de haut niveau et a remporté en 2005 le World Transnational Open Teams Championship,.